# Halfdan (floruit 782–807)
Pour les articles homonymes, voir Halfdan.
Halfdan (floruit 782–807) est un chef parmi les Danois et le premier 
Scandinave connu à être entré au service des Francs. Les liens onomastiques le relient à la famille royale danoise dans laquelle le nom « Halfdan » est couramment utilisé pour désigner des personnages historiques, comme l'attestent les 
Annales Fuldenses jusqu'en  873, et des souverains légendaires comme Halfdan Skjöldung.

## Contexte
Halfdan est envoyé par le roi Sigfred à la cour de l'empereur des Francs Charlemagne en 782, comme le mentionne la chronique franque Annales regni Francorum. Un  Poète Saxon (en) anonyme, louant Charlemagne en vers épiques composés en Latin médiéval mentionne la  recommandation d'Halfdan à l'empereur en l'année 807: 
| Northmannorum dux, Alfdeni dictus, / Augusto magno sese comitante caterva / Subdidit, atque fidem studuit firmare perennem. | Un chef des Hommes du Nord, appelé Halfdan, se soumit au grand Empereur, accompagné d'une foule d'autres et s'efforça de garder une foi durable. |

Bien que l'auteur Saxon écrive plus tard dans le siècle, son  poème s'appuie généralement sur des sources fiables comme les  Annales regni Francorum et ce passage est probablement issu d'une source primaire disparue de nos jours. Il n'y a plus de mention de Halfdan après 807 et il meurt sans doute peu après, peut-être âgé pour cette époque. Une conversion au Christianisme n'est pas mentionnée ni l'attribution d'une donation de domaine ou de fief, mais son fils Hemming se convertit et gouverne probablement la  Frise en 837. Il est possible que ce fief frison ait été hérité de son père. Si l'identification de Hemming comme  fils de Halfdan est correct, ce dernier est également le père d'Anulo, Harald Klak et Reginfrid, qui furent pendant une brève période  co-régents du Danemark.